# Julgamentos de bruxas bascas
Os julgamentos das bruxas bascas ocorreram no século XVII, representando a última e mais ambiciosa tentativa já vista em extirpar a feitiçaria ou bruxaria, empreendida pela Inquisição Espanhola. Também conhecidos como julgamentos de Zugarramurdi iniciaram-se em Logroño, perto de Navarra, no norte da Espanha, com as perseguições realizadas por Pierre de Lancre em Labourd, no País Basco Francês. Este é um dos maiores eventos do género na história da Espanha, sendo também o mais conhecido julgamento pelo crime de bruxaria a ocorrer em solo espanhol. A quantia aproximada de cerca de 7.000 pessoas investidas, 30 julgadas e 6 execuções, mesmo que pequenas para os padrões europeus, foram escandalizantes para a região.

## Antecedentes
A perseguição às bruxas no País Basco Francês, foi originalmente encomendada pelo rei Henrique IV de França em resposta aos pedidos da população católica para acabar com a "praga" de feiticeiros e bruxas que, segundo os próprios, assolavam a região. Liderados pelo juiz do parlamento de Bordéus, Pierre de Lancre, a chegada do juiz e dos seus subordinados a Labort causou uma onda de pânico, e muitas famílias temerosas de serem perseguidas injustamente dirigiram-se para a região espanhola e fronteiriça de Navarra.
Nos seus dois livros Tableau de l'inconstance des mauvais anges et demons (1612) e L'incrédulité et mécréance du sortilege pleinement convaincue (1622), Pierre de Lancre revelou que durante esse período descobriu que as reuniões de bruxos e bruxas aconteciam em qualquer dia da semana, até durante o dia, sendo denominadas de lane de Aquelarre, no qual se adorava a figura de uma cabra, para além de que os infortúnios ocorridos na localidade, como as grandes tempestades que causaram naufrágios, eram obra de bruxas, que feiticeiros usavam unguentos para poder voar, transformar-se em feras ou produzir outros prodígios e efeitos malignos ou ainda que eram celebradas missas negras nas quais eram consagradas hóstias negras e cultos satânicos, copiados dos cristãos e por vezes oficiados por padres sacrílegos, o que levou Lancre a ordenar a prisão e tortura de vários clérigos da região, sem outra prova senão os testemunhos de certas testemunhas, quase todas submetidas à tortura. Devido a problemas na tradução, houve ainda casos onde foram injustamente acusadas e presas pessoas cujo nome havia sido mal transcrito.
Pierre de Lancre ordenou à fogueira 80 supostas bruxas e feiticeiros, espalhando o pânico pelos vales do norte de Navarra, especificamente em Zugarramurdi.

## O caso de Zugarramurdi
No final de 1608, devido ao clima de terror no País Basco Francês, centenas de pessoas fugiram para Zugarramurdi, tais como María de Ximildegui, então de vinte anos, que, de regresso à sua terra natal, contou publicamente as suas experiências durante a caça às bruxas, nomeadamente o episódio em que a sua antiga vizinha, María de Jureteguía, acusada de bruxaria, tinha sido vítima de falso testemunho, apesar de ter confessado a sua culpa sob tortura e denunciado outros. Com a chegada de mais refugiados, as histórias multiplicaram-se e o tribunal da Inquisição de Logroño, então responsável pelo Reino de Navarra, Álava, Guipúscoa, Biscaia, La Rioja e partes do norte de Burgos e Sória, enviou um comissário para analisar a situação nos primeiros dias de janeiro de 1609.
No dia 12 de janeiro, o comissário e dois inquisidores do tribunal, após recolherem novos depoimentos, ordenaram a prisão de quatro mulheres que haviam sido acusadas de bruxaria e confessado as acusações.
Em 9 de fevereiro de 1609, vários moradores de Zugarramurdi deslocaram-se a Logroño, acompanhados de um guia, para pedir a exoneração das mulheres acusadas. Segundo o relato de Carmelo Lisón, "alguns montanheses chegaram com trajes estranhos, falando uma língua ininteligível, cansados e maltratados, e para piorar ainda mais, bateram às portas da temida Inquisição!". Graciana de Yriart, conhecida como Graciana de Barrenechea, esposa de Miguel de Goyburn, e as suas duas filhas, Estevania de Yriart e María de Yriart, que haviam também sido acusadas de bruxaria, deslocaram-se ao tribunal para reafirmar a sua inocência, contudo o guia que os acompanhou, testemunhou que todos eram bruxos, tendo o grupo sido imediatamente preso pela Inquisição. Após cinco meses, foram arrancadas confissões de todos os detidos, que também denunciaram outros familiares e vizinhos, incluindo crianças.
Com as informações obtidas, um dos inquisidores partiu em agosto de 1609 para o norte de Navarra e de lá enviou os supostos cúmplices das bruxas e bruxas para Logroño. O inquisidor, cujo nome era Juan Valle Alvarado, segundo Caro Baroja, "passou vários meses em Zugarramurdi e recolheu muitas denúncias, segundo as quais até trezentas pessoas foram acusadas de crimes de feitiçaria". Após, o inquisidor dirigiu-se ao mosteiro de Urdax onde foi recebido pelo abade, que lhe indicou as cidades navarras de Vera de Bidasoa e Lesaca como epicentros de bruxaria. Com a colaboração dos padres locais, foram denunciadas centenas de mulheres e crianças. Alarmado com a enorme quantia de casos e acusações de bruxaria, o bispo de Pamplona visitou a zona, acabando por acusar o inquisidor de Logroño de oportunismo e delírio.
Em junho de 1610, os inquisidores do tribunal de Logroño concordaram com a condenação de vinte e nove dos acusados. No entanto, o inquisidor Alonso de Salazar y Frías, que não participou nos interrogatórios dos principais arguidos, votou contra a condenação de uma das acusadas, María de Arburu, à queima na fogueira por falta de evidências. María de Zozaya, Domingo de Subildegui, María de Echachute, Graciana Xarra, Maria Baztan de Borda, Maria de Arburu y Petri de Joangorena foram todos condenados e posteriormente mortos na fogueira durante um auto-de-fé realizado a 6 e 7 de novembro de 1610.
Após a celebração do auto de fé, o mesmo inquisidor duvidou da culpa dos restantes réus e, após uma profunda revisão do caso, ordenada pelo Conselho da Suprema Inquisição, que incluiu uma investigação exaustiva no local dos acontecimentos, interrogando as supostas bruxas reconciliadas e testemunhas, lamentou completamente a sentença que também assinara, considerando que tinha sido cometida uma "terrível injustiça". Os detalhes do processo inquisitorial são conhecidos graças a Juan Mongastón que publicou um relatório do processo em Logroño.

## Julgamentos em Logroño
Entre os acusados não estavam apenas mulheres (embora tenha sido o gênero predominante), mas também crianças e homens, incluindo padres acusados de criarem amuletos com nomes de santos. A primeira fase terminou em 1610, com uma declaração de auto-da-fé contra trinta e um dos acusados, doze ou onze dos quais foram queimados até a morte (cinco deles simbolicamente, como haviam morrido antes do auto-da-fé).
Posteriormente, o processo foi suspenso até que os inquisidores tiveram a chance de reunir mais provas, sobre o que eles acreditavam ser um culto das bruxas generalizado na região basca. Alonso de Salazar Frías, um inquisidor júnior e um advogado por formação, foi responsável de examinar o assunto. Armado com um Édito de Graça, prometendo perdão a todos aqueles que, voluntariamente, relatassem e denunciassem seus cúmplices, ele viajou por todo o campo durante o ano de 1611, principalmente nas imediações do Zugarramurdi, junto à fronteira franco-espanhola. Alonso também passou por uma caverna onde, alegadamente, existia uma corrente de água (Olabidea ou Infernuko erreka , "stream do Inferno"), que foi dito ser o lugar de encontro das bruxas.
Como era habitual em casos deste tipo, várias denúncias foram feitas. Frías finalmente voltou a Logroño com "confissões" de, ao menos, 2.000 pessoas, 1.384 das quais eram crianças entre as idades de sete e quatorze anos, implicando em mais de 5.000 indivíduos nomeados bruxos. A maioria das denúncias (cerca de 1.802) foram confissões à tortura. As provas reunidas cobriam 11.000 páginas no total.
Cerca de 7.000 pessoas foram investigadas, das quais 30 foram julgadas e 6 condenadas à morte: Domingo de Subildegui, María de Echachute, Graciana Xarra, Maria Baztan de Borda, Maria de Arburu e Petri de Joangorena. Por se recusarem a confessar, se arrepender e pedir misericórdia pelos crimes de que haviam sido acusados, os condenados foram queimados na fogueira pelas autoridades seculares, uma vez que a Igreja não derramava directamente sangue, junto com as efígides de mais cinco que haviam morrido na prisão antes da execução, em Logroño, no dia 1 de novembro de 1610.